# Marian Grochociński
Marian Grochociński (ur. 10 grudnia 1922 w Kotuni, zm. 11 września 1995 w Gdańsku) – polski pedagog, profesor Uniwersytetu Gdańskiego.
W 1955 uzyskał tytuł magistra pedagogiki na Uniwersytecie Warszawskim. Od 1960 był starszym asystentem w Katedrze Pedagogiki Wyższej Szkoły Pedagogicznej w Gdańsku. W 1969 został kierownikiem Zakładu Nauczania Początkowego, a w 1972 - docentem tej uczelni. W latach 1974–1980 pełni funkcję kierownika Zakładu Dydaktyki, od 1981 - kierownika Zakładu Nauczania Początkowego Uniwersytetu Gdańskiego. W 1990 otrzymał tytuł profesora UG. Należał do Zespołu Naukowo-Dydaktycznego Szkolnictwa Wyższego i komitetu redakcyjnego pisma Życie Szkoły. Doradzał Ministerstwu Edukacji Narodowej jako ekspert ds. nauczania początkowego. W pracy naukowej zajmował się organizacją racjonalnego wykorzystania czasu wolnego dziecka, wychowaniem w rodzinie (np. mechanizmem kar i nagród) i pracą pedagogiczną w edukacji wczesnoszkolnej. Opublikował 4 monografie oraz 32 artykuły i komunikaty naukowe. Wygłaszał gościnnie wykłady na uczelniach w Kanadzie i Szwecji.
Jako funkcje czasu wolnego dziecka wyróżniał: percepcyjną (zajęcia kulturalno-naukowe), twórczą, rekreacyjną (zajęcia fizyczno-ruchowe) i uspołeczniającą.
Jest pochowany na cmentarzu katolickim przy ul. Malczewskiego w Sopocie (kwatera A2-E-19).

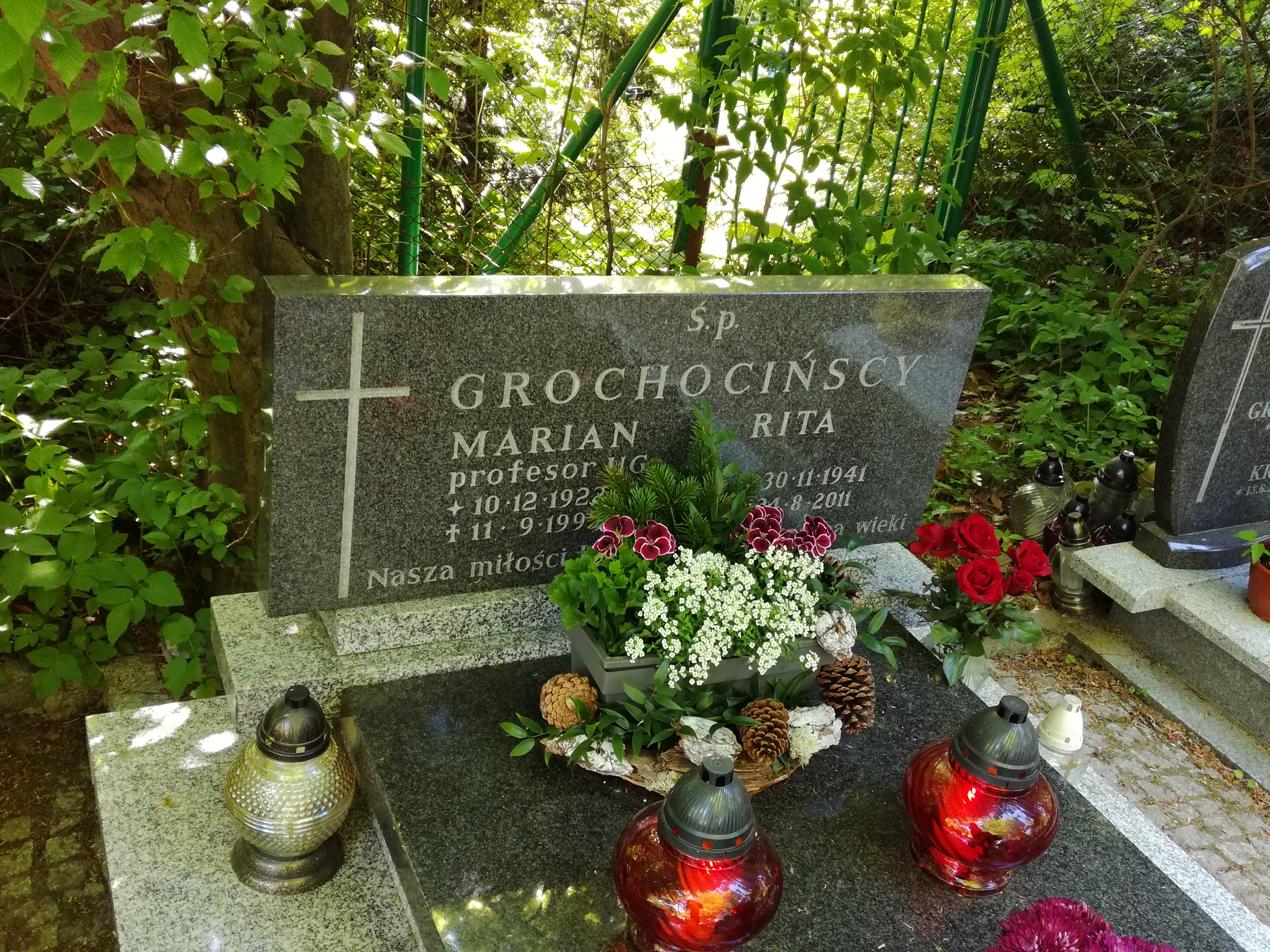
Grób prof. Mariana i Rity Grochocińskich w Sopocie

## Ważniejsze prace
- Z badań nad oddziaływaniem szkoły i rodziny na czas wolny dzieci (1973)
- Potrzeba intensyfikacji opieki nad wolnym czasem ucznia (1976)
- Dom rodzinny a kultura czasu wolnego (1976)
- Kultura pedagogiczna rodziców (1979)
- Przygotowanie dzieci do racjonalnego wykorzystania czasu wolnego (1979)
- Rodzina a czas wolny dziecka (1980)
- Podstawowe problemy pracy pedagogicznej w edukacji wczesnoszkolnej (1989).